# Вікторія (Кельн)
«Футбольний клуб Вікторія Кельн 1904» (нім. Fußballclub Viktoria Köln 1904 e.V.) — німецька футбольна команда з міста Кельн, у землі Північний Рейн-Вестфалія.

## Досягнення
- Регіоналліга Захід
  -  Чемпіон (2): 2016/17, 2018/19

- Ліга Північний Рейн-Вестфалії
  -  Чемпіон (1): 2011/12

- Вербандсліга Середній Рейн
  -  Чемпіон (1): 1997/98

- Кубок Середнього Рейну
  -  Володар (4): 2013/14, 2014/15, 2015/16, 2017/18

## Статистика виступів у єврокубках
Кубок ярмарків/Кубок УЄФА/Ліга Європи УЄФА:
| Сезон   | Раунд | Країна   | Клуб          | Вдома | На виїзді | Загалом |
| ------- | ----- | -------- | ------------- | ----- | --------- | ------- |
| 1962–63 | 1Р    | Угорщина | «Ференцварош» | 4–3   | 1–4       | 5–7     |

## Відомі гравці
- Владимир Беара
- Азіз Бугаддуз
- Савіо Нсереко
- Отто Пфістер
- Ганс Штурм
- Фріц Геркенрат
- Ендрю Сінкала
- Франтішек Страка
- Альберт Буньяку
- Андрейс Циганікс
- / Володимир Лютий
- Владислав Дмитренко